# 玉瓦乡
玉瓦乡，是中华人民共和国四川省阿坝藏族羌族自治州九寨沟县下辖的一个乡镇级行政单位。

## 行政区划
玉瓦乡下辖以下地区：
四道城村、三道城村、石门村、八郎沟村、玉杏村、玉瓦寨村、班藏村和羊足山村。